# Argentona
Argentona er en by og kommune i Catalonien i det nordøstlige Spanien.
Argentona ligger lidt inde i landet fra Middelhavets kyst. Den ligger tæt på byen Mataró og ca. 30 km nordvest for Barcelona. Kommunen dækker et areal på 25 km2
og har 12.844 (2024) indbyggere. Den ligger i comarcaet Maresme i provinsen Barcelona. Byen er kendt både som et turistcentrum og for sine gartnerier.